# Ауль, Юхан Михкелевич
Юхан Михкелевич Ауль (эст. Juhan Aul ; 15 октября 1897, волость Суйгу, Лифляндская губерния, Российская империя — 29 августа 1994, Тарту, Эстония) — эстонский и советский антрополог, зоолог, евгенист, педагог, профессор, доктор биологических наук (1938). Основоположник эстонской антропологии.

## Биография
Сын фермера. В 1921 году окончил Таллинскую учительскую семинарию, в 1928 году Тартуский университет. Впервые в своей докторской диссертации рассуждал об антропологической принадлежности эстонцев. Во время учёбы работал школьным учителем и лектором, с 1928 по 1938 год был старшим ассистентом университета в Тарту, с 1939 по 1982 год —преподавателем (с 1957 — профессор; в 1958—1969 — заведующий кафедрой зоологии Тартуского государственного университета, с 1993 г. — почётный профессор); с 1947 года работал также в Институте биологии АН Эстонской ССР, где основал сектор зоологии.
Автор исследований, посвящённых антропологии современных эстонцев, русских в Эстонии, шведов, латышей, ижорцев, води. Занимался также проблемами физического развития детей и подростков. Разработал эстонскую терминологию по зоологии и антропологии, издал труды по зоологии, антропологии и педагогике (в том числе учебники и пособия). Исследования учёного касались этнической принадлежности, параметров тела эстонцев, а также смешения рас. Особое внимание уделял гендерному диморфизму, школьной и подростковой антропологии. Также интересовался социальной антропологией, публиковал исследования антропологических различий между сельскими и городскими жителями. Один из первых палеоантропологов Эстонии. Собрал данные о распространении лягушек в Эстонии.
В 1939 году основал секцию антропологии Эстонского общества естествоиспытателей и руководил ею до конца жизни.
В 1976 году получил премию К. Бэра.

## Память
- Его именем названа бородатая мошка Dasyhelea (Pseudoculiculicoides) auli (Remm, 1962).

## Избранные публикации
- Katseline ja vaatlusline taimeteadus (1922)
- Pärivus ja rahvas (1926)
- Teekond nahasse: naha bioloogia (1927)
- Pärivus ja valik (1927)
- Kodumaa neljajalgsed (1931)
- Squelettes néolithiques en Estonie. – Mélanges de préhistoire et d'anthropologie (1934, Toulouse)
- Eesti NSV imetajad (1957)
- Антропология эстонцев (Anthropologia estonica). – Tartu, 1964
- Inimese anatoomia (1962, 1976 )
- Selgroogsete zooloogia (1969)
- Eesti kooliõpilaste füüsilise arengu hindetabelid (1974)
- Eesti naiste antropoloogia. – Tartu  (1977)
- Zooloogia võõrsõnade leksikon (1978)
- Eesti kooliõpilaste antropoloogia (1982)
- К антропологии русских восточных окраин Эстонской ССР, «Учебник Тартуского университета», (1964)
- Антропологические исследования води и ижорцев на западе Ленинградской области.

Учебники
- Анатомия человека: Учебник для биологов. Таллин, 1962 и 1976.
- Зоология позвоночных: Учебник для вузов. Таллин, 1962 и 1969.
- Лексика зоологических иностранных слов. Таллин, 1978.